# Пекалов, Семён Матвеевич

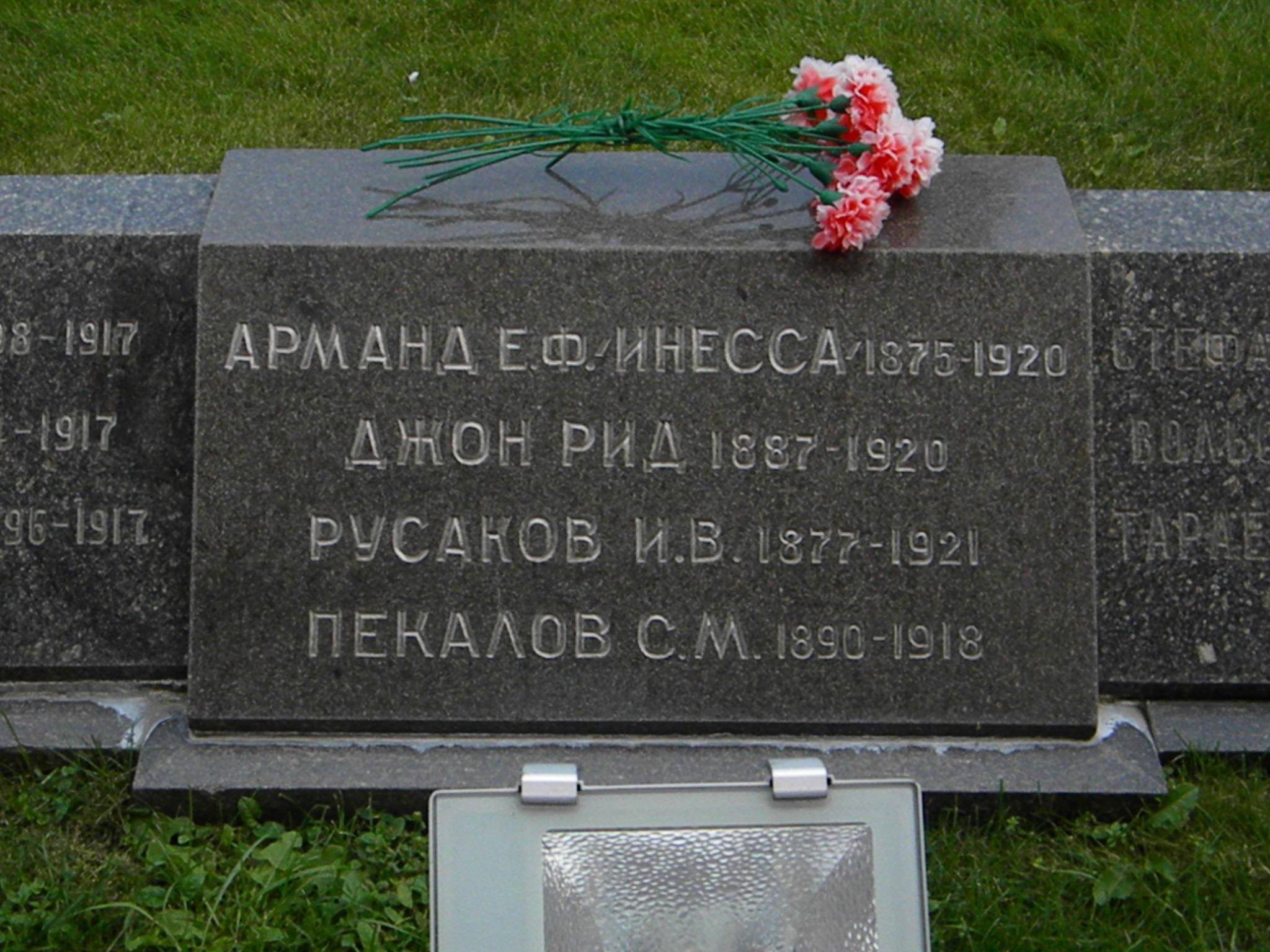
Надгробная плита у Кремлёвской стены

Семен Матвеевич Пекалов (1890—1918) — милиционер 1-го Пятницкого комиссариата г. Москвы.

## Биография
Родился в Сибири. Детство провёл в селе Скородное Данковского района Липецкой области.
В начале Первой мировой войны был призван в армию.
После Октябрьской революции поступил на службу в московскую милицию.

## Подвиг
4 апреля 1918 года Семен со своим напарником Швырковым нёс службу у Устьинского моста. К ним подошли 15 вооружённых мужчин и предъявив документы сотрудников Московской чрезвычайной комиссии, попросили оказать содействие в обыске у контрреволюционеров в доме № 12 по Космодамианской набережной.
Увидев милиционеров дворник открыл ворота и пропустил людей во двор. Но милиционерам показалось поведение сотрудников МЧК подозрительным. А когда они явно проявили намерение ограбить жильцов, вступили с ними в бой. Несколько бандитов было убито, остальные убежали. Ни одна квартира не была ограблена и не пострадал ни один из жильцов. Однако в схватке с бандитами Швырков был убит, а Семён смертельно ранен.
Похоронен у Кремлёвской стены.

## Память
- Бюст работы скульптора В. А. Бероева (созданный по словесному портрету, составленному криминалистом Л. П. Рассказовым) установлен в Центральном музее МВД и музее Главного управления внутренних дел Москвы[1].
- В Москворецком районе учрежден Почётный вымпел имени Швыркова и Пекалова для награждения милиционеров.
- Имя Пекалова носит школа в селе Скородное Данковского района Липецкой области.
- Мемориальная доска обоим милиционерам установлена на здании отдела МВД по району Замоскворечье[2].